# Hidrocentrala Sadu II

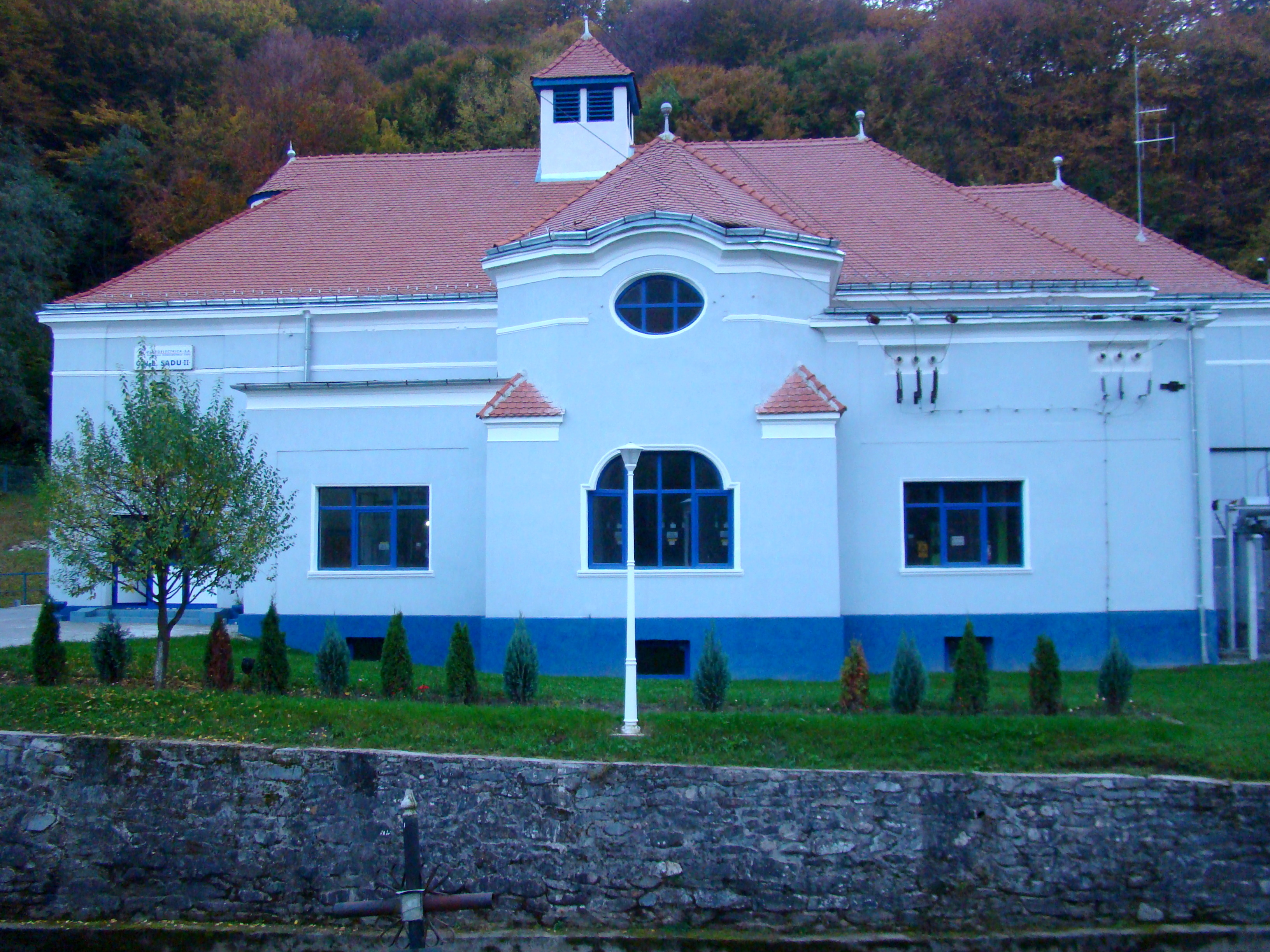
Hidrocentrala Sadu II (octombrie 2008)

Hidrocentrala Sadu II este o centrală hidroelectrică aflată pe cursul râului Sadu. Valea Sadului desparte Munții Lotrului și Munții Cindrel din grupa Carpaților Meridionali. Potențialul hidroenergetic ridicat al zonei a fost valorificat inițial prin construirea hidrocentralei Sadu I. În amonte de ea s-au construit ulterior alte hidrocentrale, respectiv hidrocentrala Sadu II (pusă în funcțiune în anul 1907) și hidrocentrala Sadu V (pusă în funcțiune în 1955).

## Istoric și trăsături
Hidrocentrala Sadu II a fost construită între anii 1896-1905. Este poziționată la 5 km în amonte de Sadu I. Lucrările au fost conduse de Oskar von Miller, inginerul care a coordonat lucrările și la Hidrocentrala Sadu I. Lacul de acumulare Sadu II are o suprafață de 4 ha, un volum de 700 mii m³, iar barajul are 30 m înălțime.

## Imagini

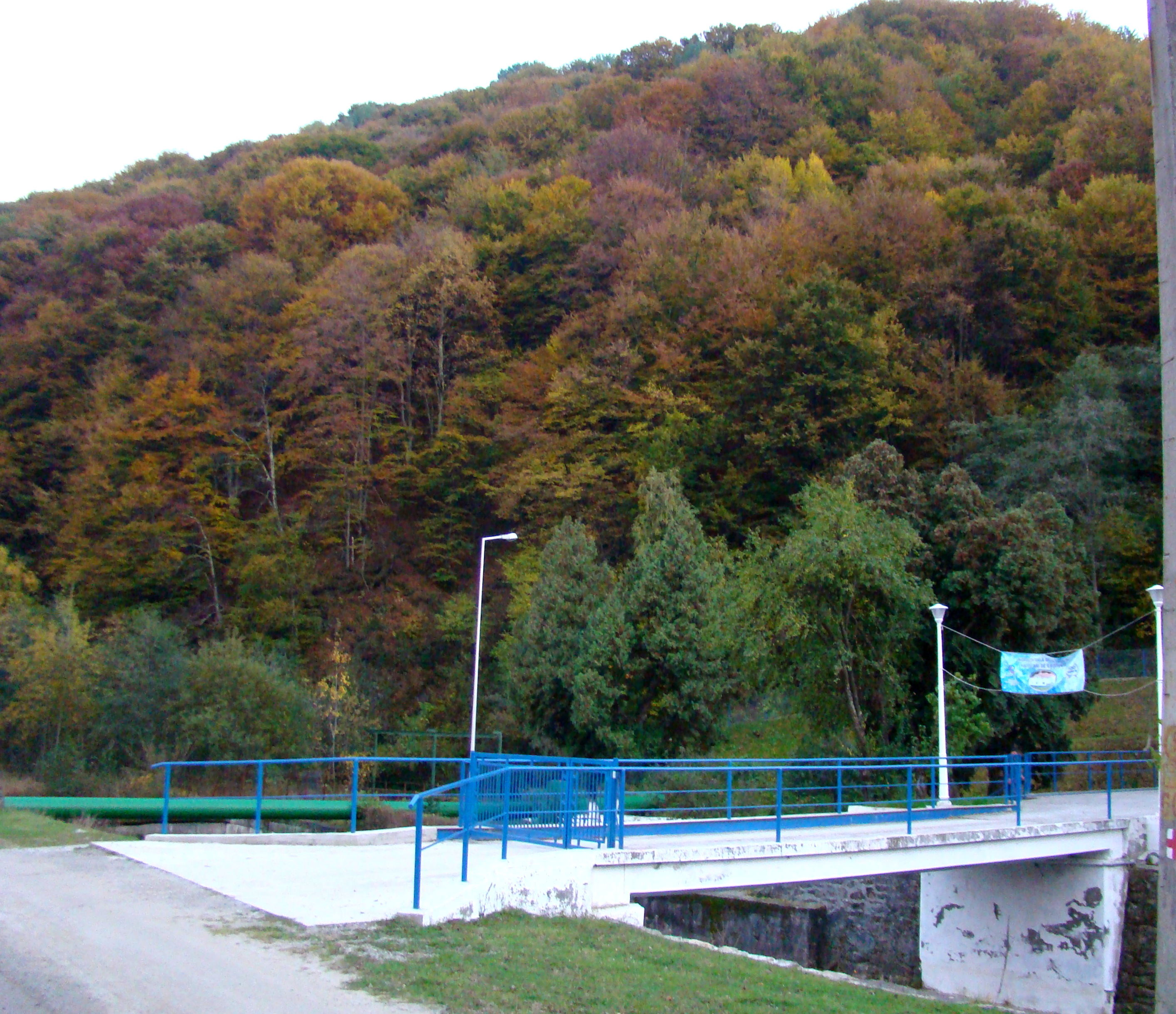
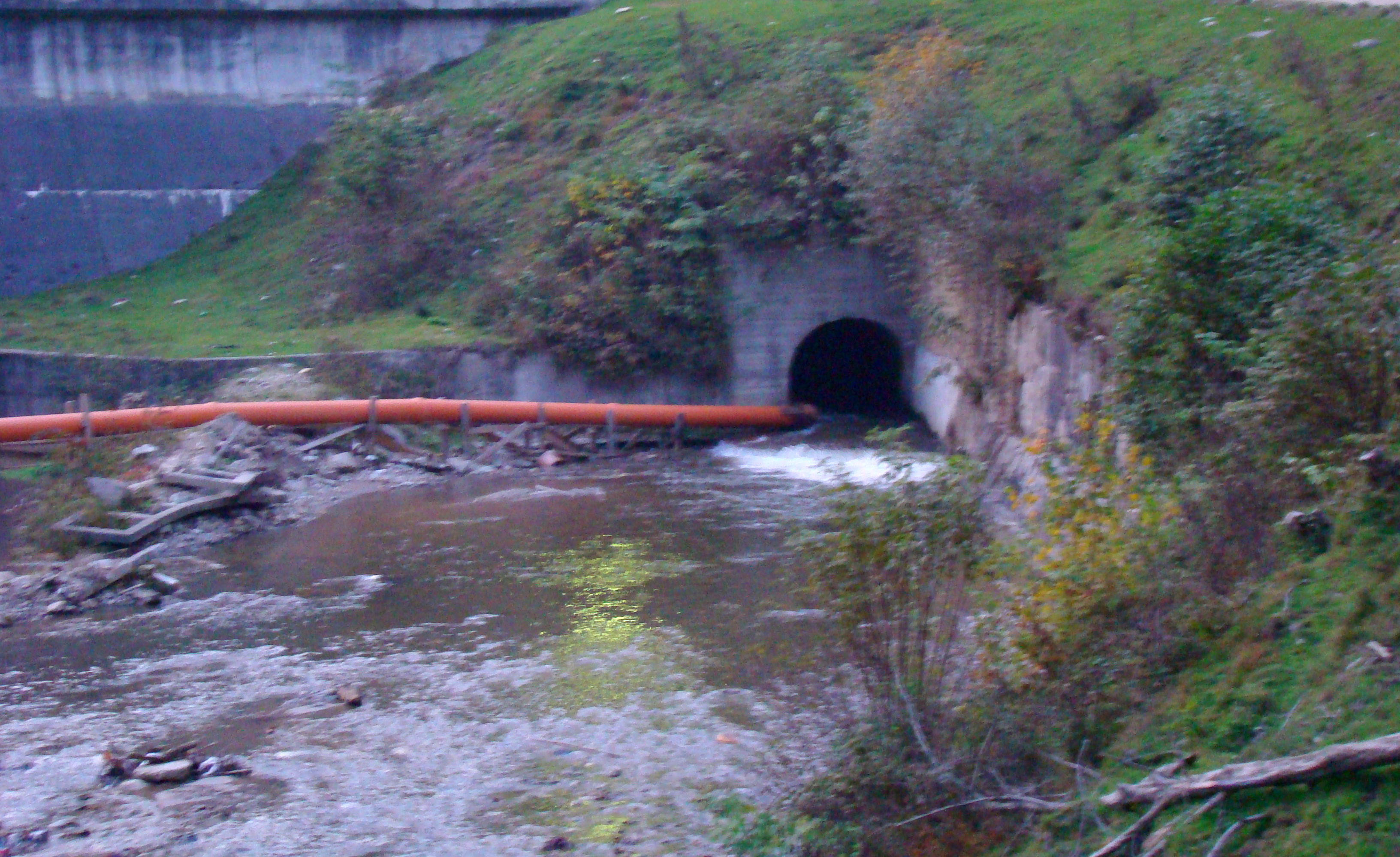
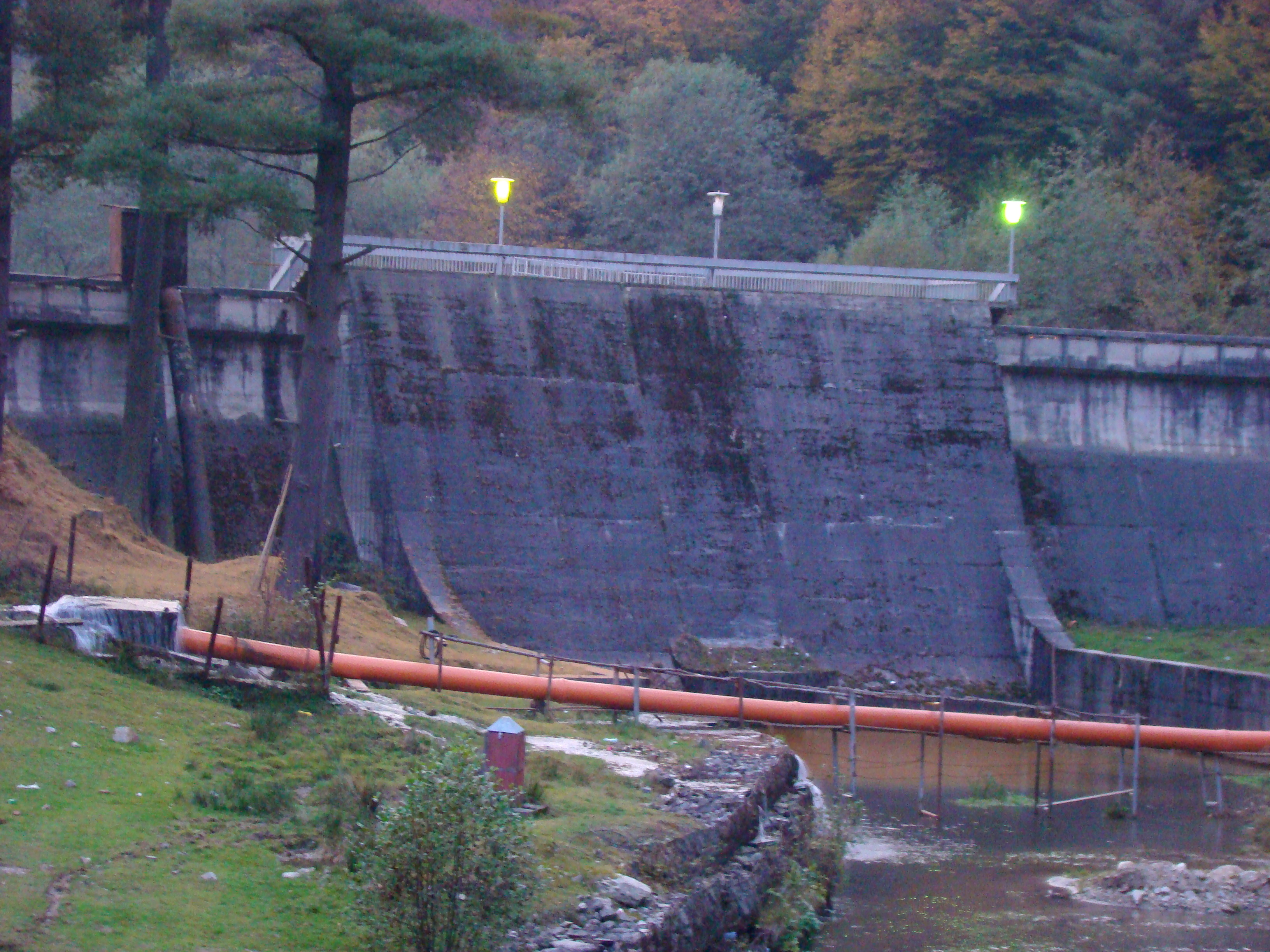
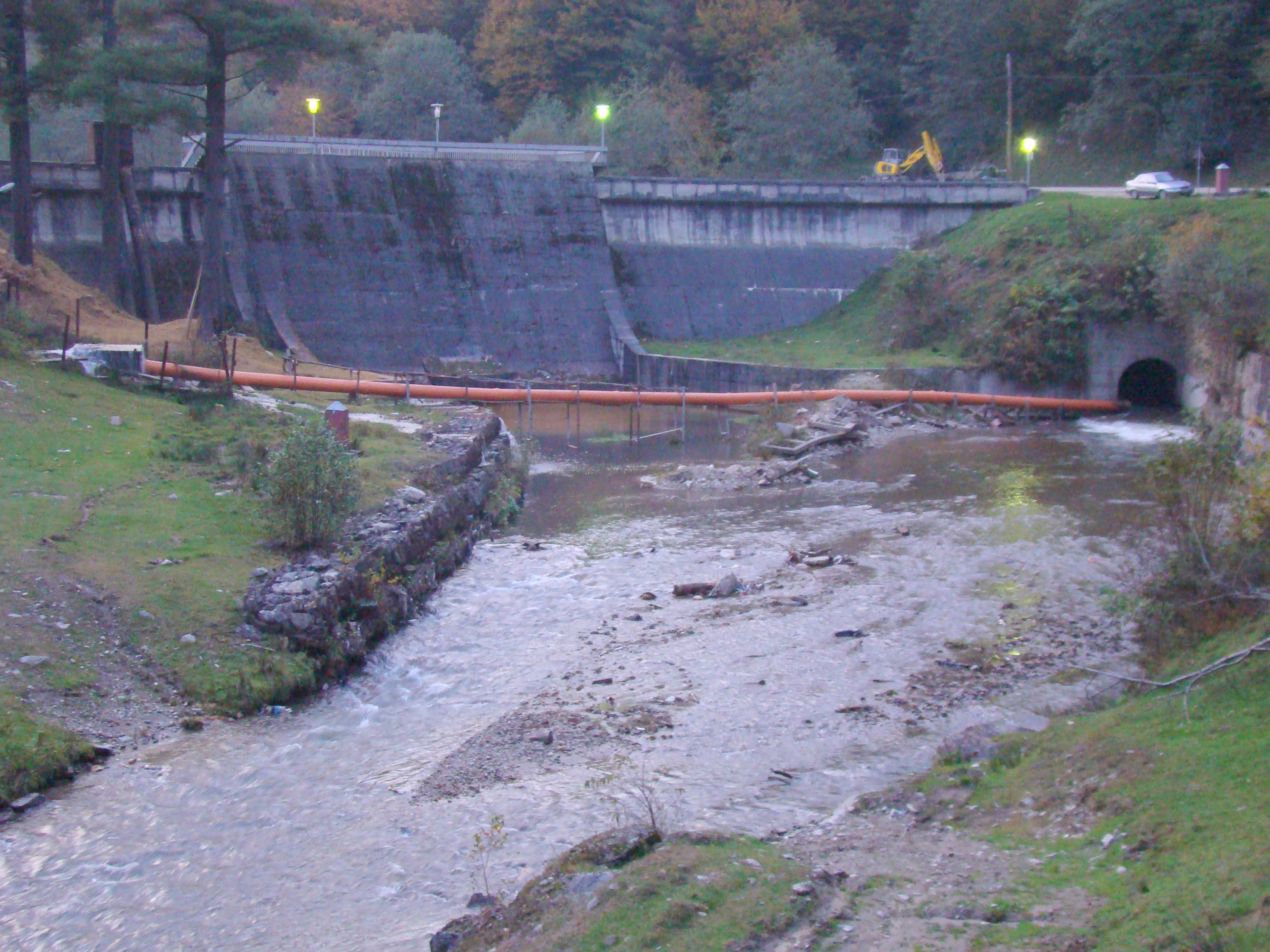
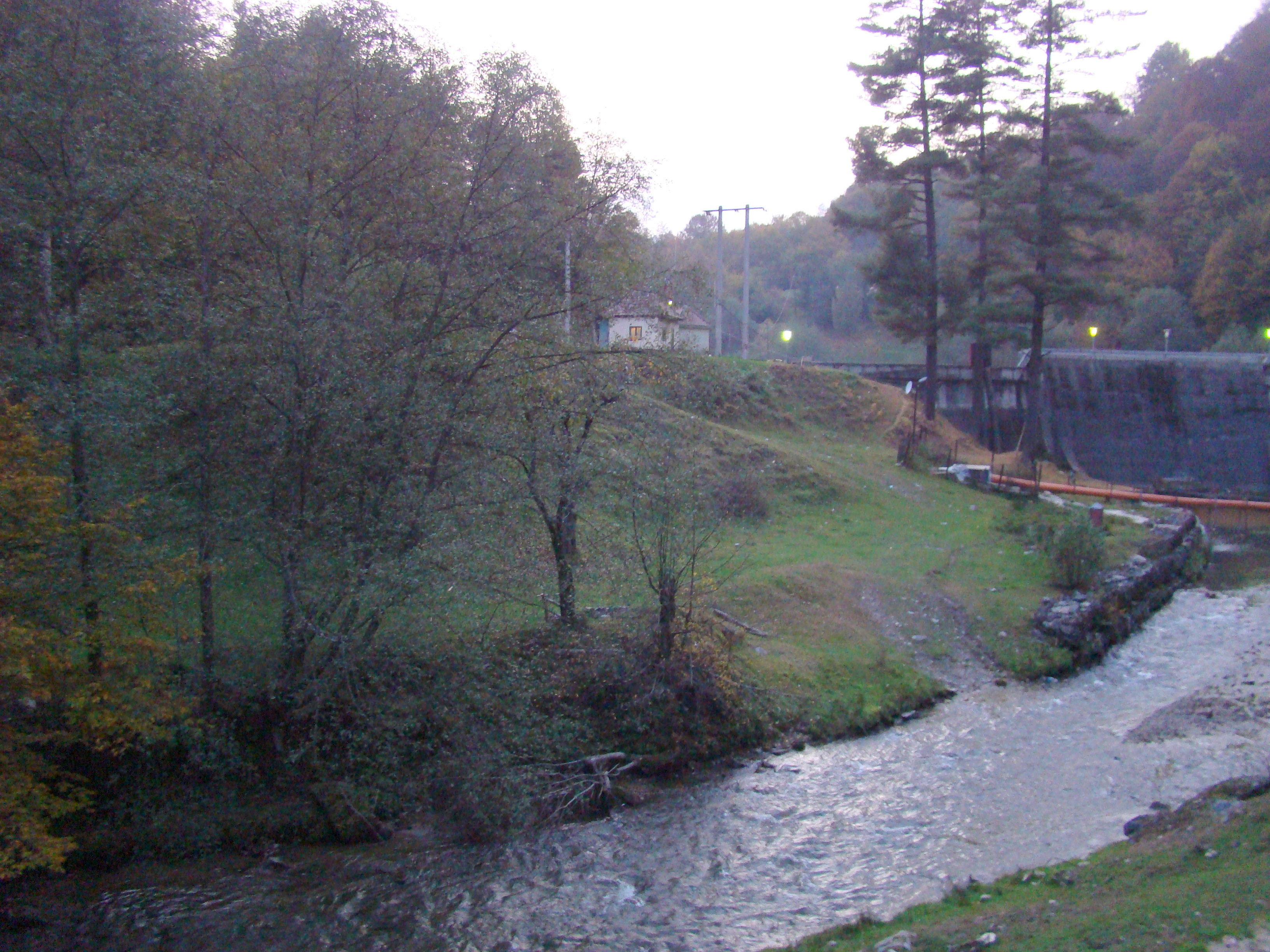
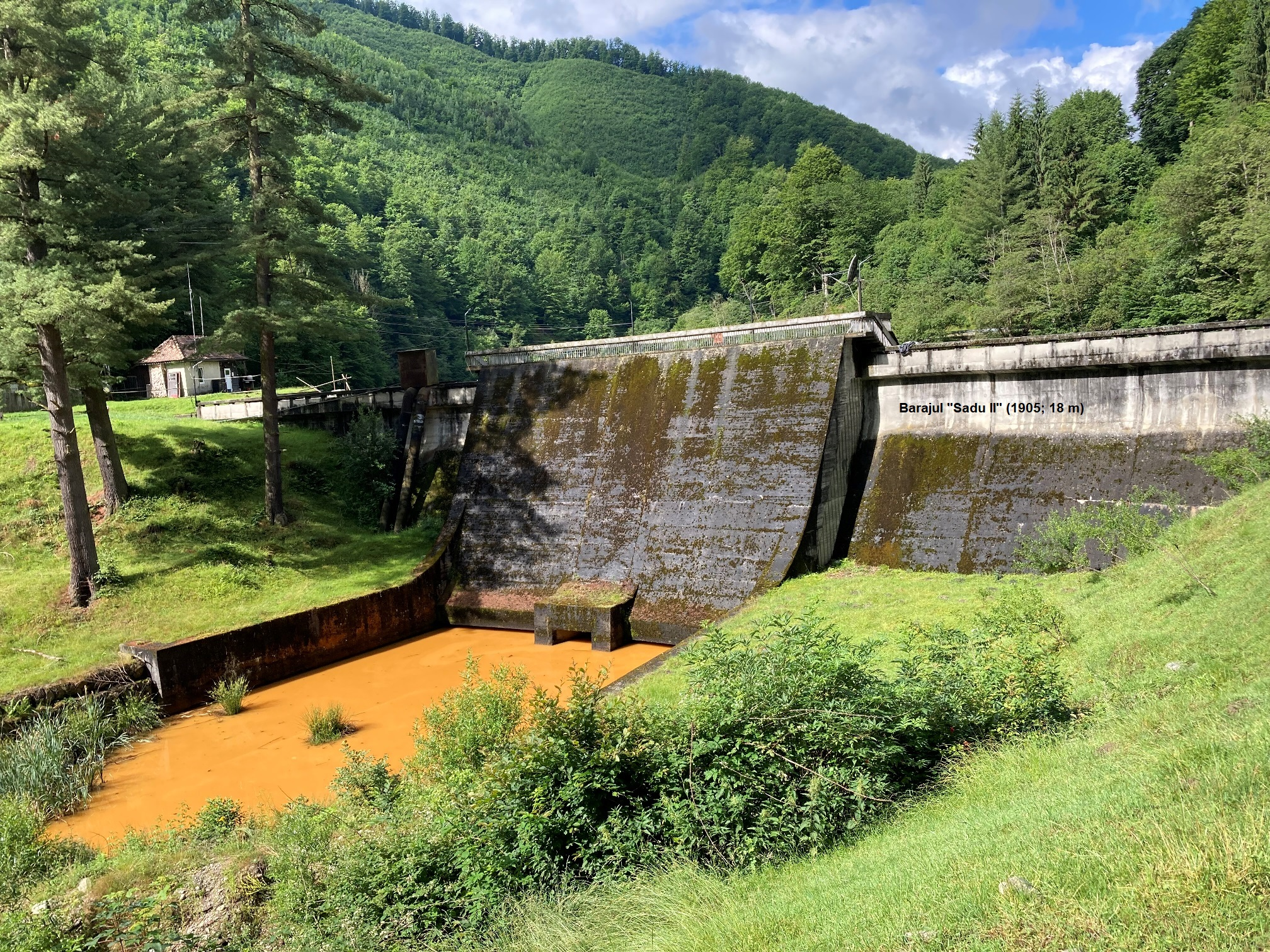